# Eupithecia insigniata
Eupithecia insigniata, conocida como la polilla manchas de piñón, del inglés "pinion-spotted pug", es una especie de polilla de la familia Geometridae. La especie fue descrita por primera vez por Jacob Hübner habiendo sido descrita en 1790. Se distribuye en Europa y Turquía. Cuenta con dos subspecies: Eupithecia insigniata insigniata y Eupithecia insigniata insignioides Wehrli, 1923.
El nombre científico de la especie se deriva del latín insignis = conspicuo.

## Distribución
E. insigniata está presente en gran parte de Europa central y meridional, desde Escandinavia y el Mediterráneo oriental así como en Asia Menor, Asia Central, Japón, Rusia y parte de China. Se puede encontrar en los Alpes hasta 1.600 metros, en los Apeninos hasta 1.500 metros y en Turquía hasta 2.200 metros sobre el nivel del mar. La distribución más septentrional se extiende al sur de Inglaterra: 49  y al sur de Suecia. Al norte de Europa, se ha descrito en Dinamarca, Suecia, Letonia, Lituania, Polonia, Alemania y Países Bajos. En varios países como Dinamarca y Alemania, la polilla se ecuentra ampliamente distribuida pero muy localizado a su habitat. A veces en muy pequeños números, como en el caso de Suiza. En estos países, la polilla ha sido identificada como especie en peligro de extinción.
La especie prefiere setos y arbustos secos y cálidos, huertos, huertos y jardines.

## Descripción

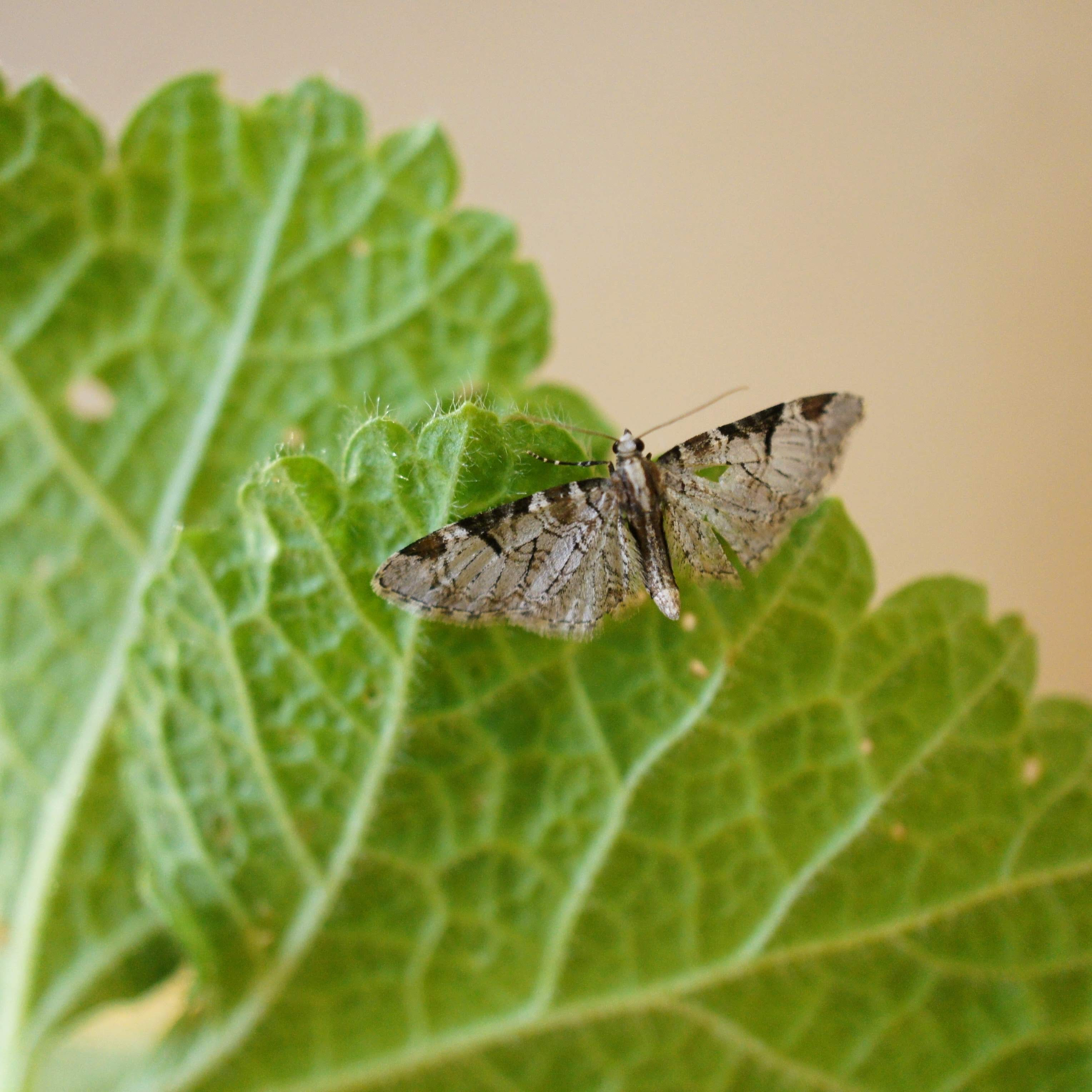
Polilla adulta en Inglaterra.

Es una polilla pequeña con una envergadura de 18 a 22 milímetros (0,7 a 0,9 plg). Las eupitécias suelen generar confusión taxonómica, errores de identificación y falta de registros, ya que muchas especies son pequeñas y de colores y marcas muy similares. Incluso en una región geográfica limitada con menos de 50 especies en un país, son difíciles de distinguir basándose únicamente en el patrón de las alas. Una de las excepciones llamativas es la 
E. insigniata, siendo una polilla con manchas muy distintivas en comparación con su género. La polilla es distintiva, con alas plateadas cruzadas por líneas festoneadas de color marrón grisáceo, tres manchas de color marrón chocolate en el borde anterior de las alas delanteras y una mancha discal prominente y alargada. Hay muy poca variación entre individuos.

### Alas
El color básico de las alas anteriores varía desde el gris blanquecino hasta el gris ceniza y el gris azulado. Hay cuatro manchas distintivas de color marrón oscuro en el borde delantero, que se fusionan en líneas delgadas, en su mayoría dobles, hacia el borde trasero. En algunos ejemplares los dos puntos medios están conectados. La mancha central negruzca es notoria y alargada. Gracias a su patrón tan llamativo, las mariposas son inconfundibles. Los palpos labiales son de color. Las alas traseras son menos marcadas y a veces ligeramente más claras que las delanteras.
Las polillas vuelan de abril a mayo dependiendo de la ubicación.

### Huevo
El huevo blanquecino tiene una forma ligeramente ovalada. La escultura de concha muestra varias depresiones que están rodeadas por repisas elevadas.

### Oruga
Las orugas, muy delgadas, se estrechan en su parte delantera. Miden entre 24 a 26 milímetros (0,9 a 1 plg).: 49  Tienen un color verde fuerte. En la parte posterior se ve una línea de color rojo púrpura que se expande en cada segmento o se disuelve en manchas. A veces estos están bordeados de color amarillo. Las rayas laterales son finas, rojizas y a veces disueltas en manchas.

### Pupa
Las vainas de las alas de color verdoso se destacan sobre la pupa delgada, generalmente de color marrón amarillento. Tiene un cremáster romo, que está equipado con ocho cerdas pequeñas y gruesas.

### Genoma
Se ha publicado un ensamblaje del genoma de un individuo macho Eupithecia insigniata presentando una extensión de 438,1 megabases. La mayor parte del ensamblaje está estructurado en 31 pseudomoléculas cromosómicas, incluido el cromosoma sexual Z ensamblado. El genoma mitocondrial también ha sido ensamblado y tiene 15,52 kilobases de longitud.

## Ciclo de vida
Las mariposas son nocturnas y vuelan en una generación con tiempos de vuelo de abril a mayo, pero ocasionalmente se han encontrado en marzo o junio. Aparecen en ambos sexos en fuentes de luz artificial. Las orugas viven en mayo y junio, hasta comienzos de agosto.: 49  Se alimentan de las hojas y flores de diversas especies de espino (Crataegus) o árboles frutales. Se encuentran a menudo en manzanos cultivados (Malus domestica), manzanos silvestres (Malus sylvestris), espinos comunes (Crataegus monogyna) o endrinos (Prunus spinosa). Las pupas hibernan en grietas, en la hojarasca o en tierra suelta, a veces dos o tres veces.